# Boheme (Rosa Chemical)
Boheme è un singolo del rapper italiano Rosa Chemical pubblicato il 21 maggio 2020 come terzo estratto dal primo album in studio Forever.

## Video musicale
Il video musicale, diretto da Luca La Piana, è stato pubblicato sul canale YouTube del rapper 4 giorni dopo l'uscita del brano.

## Tracce
Testi e musiche di Manuel Franco Rocati, Oscar Inglese.
1. Boheme – 3:20